# Kościół św. Andrzeja i klasztor Bernardynów we Lwowie
Kościół św. Andrzeja i klasztor Bernardynów we Lwowie (ukr. Бернардинський костел святого Андрія Первозванного) – kościół greckokatolicki należący obecnie do zakonu Bazylianów, położony przy pl. Soborowym 3 we Lwowie.
Został zbudowany w latach 1600–1630 jako kościół rzymskokatolicki (pełnił tę funkcję do 1945) na ówczesnym pl. Bernardyńskim, na miejscu dawnego, drewnianego kościoła według planów Pawła Rzymianina. Łączy w swej architekturze najlepsze wzory włoskiego i flamandzkiego manieryzmu i jest jednym z najpiękniejszych kościołów Lwowa. Zachwyca swą zgrabną sylwetą i bogato dekorowaną fasadą.
Kościół i klasztor oo. Bernardynów znajdował się poza zasięgiem murów obronnych Lwowa, dlatego cały kompleks został ufortyfikowany i tworzył osobną warownię.

## Historia kościoła i klasztoru
Początki obecności zakonu braci mniejszych gałęzi obserwanckiej na ziemiach polskich sięgają roku 1453, kiedy to do Krakowa przybył franciszkański zakonnik św. Jan Kapistran. Na krakowskim rynku głosił on płomienne kazania, które gromadziły tłumy słuchaczy. Swoim talentem kaznodziejskim i osobistym przykładem przyciągał ogromne rzesze ludzi.
Wtedy też powstał pierwszy w Królestwie Polskim dom zakonny franciszkanów-obserwantów; wzniesiono go na Stradomiu. By nie pomylić nowych franciszkanów ze starymi, konwentualnymi, zaczęto powszechnie używać nazwy bernardyni – od imienia patrona nowej gałęzi – św. Bernardyna ze Sieny.
Kolejny dom zakonny został ufundowany kilka lat później we Lwowie. Nowy zakon szybko zyskał popularność, konkurując z dominikanami i jezuitami.
W 1460 starosta lwowski, wojewoda ruski i podolski Andrzej Odrowąż ofiarował bernardynom plac przed Bramą Halicką, pomimo początkowych oporów arcybiskupa lwowskiego Grzegorza z Sanoka. Bernardyni rozpoczęli wznoszenie kompleksu kościelno-klasztornego, który miał się stać ich największym klasztorem na Rusi. Kościół dedykowano św. Andrzejowi Apostołowi i św. Bernardynowi ze Sieny. Jednym z celów zakonu była praca misyjna wśród wyznawców prawosławia. Spowodowało to w efekcie odwet ze strony Rusinów, którzy w 1464 spalili kościół.
W klasztorze bernardyńskim ostatnie lata swego życia (1463–1484) spędził Jan z Dukli. Tam też spoczęły jego relikwie.
W 1509 hospodar mołdawski Bogdan III spalił przedmieścia Lwowa, w tym również kościół bernardyński. Ojcowie bernardyni szybko jednak go odbudowali. W 1581 Sebastian Czepek z Krakowa zbudował nową zakrystię. Pod koniec XVI w. ojciec Bernard Gąsiorek przeprowadził zasadniczą reformę zakonu; zmiany objęły również zakonników we Lwowie, którzy w tym czasie (1600) zaczęli budować nowy kościół i gmachy klasztoru. Fundatorami kościoła byli: wojewoda sandomierski Jerzy Mniszech i starosta lwowski Adam Hieronim Sieniawski. W uroczystości wmurowania kamienia węgielnego wzięli udział również: hetman wielki koronny Jan Zamoyski i hetman polny koronny Stanisław Żółkiewski.
Prace budowlane nadzorował prowizor zakonu ojciec Bernard Avellides, który przygotował szkic nowego założenia dla architekta prowadzącego budowę, Pawła Rzymianina. Do starego, drewnianego kościoła została dobudowana wymurowana z kamiennych ciosów trzynawowa bazylika. W trakcie prac postanowiono zbudować też nowe, większe niż pierwotnie zakładano, prezbiterium, które ukończono w 1609, zamykając je apsydą. W 1613 zasklepiono nawę, a w roku następnym ozdobiono ją malowidłami. W 1615 zbudowano kryptę. W 1614 Paweł Rzymianin przestał kierować przykościelną fabryką, a jego zadania przejął na 4 lata Ambroży Nutclauss.
Po nim z kolei kierownictwo robót przejął pochodzący z Wrocławia Andrzej Bemer. On jest projektantem i budowniczym charakterystycznej, zachowanej do dziś fasady kościoła w stylu manieryzmu niderlandzkiego oraz stojącej obok wieży.
Ok. 1619 roku w kościele zbudowano manierystyczny ołtarz główny z obrazem Matki Boskiej z Dzieciątkiem i z rzeźbami św. Antoniego Padewskiego i św. Bernardyna ze Sieny.
Ok. 1620 rozpoczęto budowę klasztoru. Ponieważ w tym czasie południowo-wschodnim rubieżom Rzeczypospolitej zagrażała Turcja, całe założenie kościelno-klasztorne, położone poza murami miasta, zostało silnie ufortyfikowane.
Budowa kościoła dobiegła końca w 1630 i w tym samym roku konsekrował go Jan Andrzej Próchnicki.
W efekcie trwających kilkadziesiąt lat prac budowlanych powstało dzieło o wybitnej wartości artystycznej. Najbardziej charakterystycznym elementem architektonicznym była fasada Bemera, oblicowana kamieniem i ujęta pilastrami w porządku toskańskim. Szczyt fasady i spływy boczne udekorowano ornamentem okuciowym i licznymi rzeźbami. Również wewnątrz świątynia prezentowała się okazale. Uznanie współczesnych wzbudziła zwłaszcza dekoracja sklepienia, po której pozostały stiukowe figury świętych. W prezbiterium wzniesiono manierystyczne stalle. W 1608 wojewoda ruski i kasztelan lwowski Jan Daniłowicz ufundował pomnik nagrobny Jana z Dukli. Figurę wyrzeźbił z czerwonego marmuru Jan Kapinos. Żelazną galerię w chórze wykuł w 1642 kowal Paweł z Nowego Sącza.
Tak bogaty wystrój świątynia bernardyńska zawdzięczała licznym donacjom najpotężniejszych rodów żyjących na Rusi: Mniszchów, Sieniawskich, Żółkiewskich i Zamoyskich, a także arcybiskupa lwowskiego Jana Dymitra Solikowskiego.
Kościół bernardyński był świadkiem wielu ważnych wydarzeń; m.in. tu w 1621 wręczono buławę polną koronną Stanisławowi Lubomirskiemu a w 1663 roku Jan Świderski przepraszał króla Jana III Sobieskiego w imieniu związku wojskowego.
W I poł. XVIII w. wnętrze kościoła przeszło dużą zmianę. W 1734 z zapisu pozostawionego przez ród Sieniawskich wzniesiono z tyłu zespołu klasztornego monumentalną wieżę zwieńczoną smukłym miedzianym hełmem z latarnią. Znajdujący się na niej zegar bił niegdyś 5 minut przed upływem pełnej godziny, co miało upamiętniać alarm wszczęty na widok dojrzanego z góry nieprzyjaciela.
W 1736, trzy lata po beatyfikacji Jana z Dukli, przed kościołem ustawiono kolumnę z jego figurą w scenie, w jakiej miał się ukazać Bogdanowi Chmielnickiemu podczas oblężenia Lwowa. Fundatorem rzeźby był krajczy wielki koronny Michał Józef Rzewuski, a wyrzeźbił ją Sebastian Fesinger.
W latach 1738–1740 malarz zakonny, brat Benedykt Mazurkiewicz, uczeń Giuseppe Carlo Pedrettiego, wykonał ogromny fresk na sklepieniu. Posługując się techniką panoramy stworzył dzieło przedstawiające ”Triumf św. Franciszka z Asyżu”. Był on również autorem polichromii na ścianach bocznych. Malowidła w przedsionku wykonał w późniejszym okresie Stanisław Stroiński.
W tych samych latach w kościele powstał zespół 17 barokowych ołtarzy dłuta snycerza Konrada Kotschenreitera i rzeźbiarza Tomasza Huttera.
Ołtarz główny ozdobiły figury Najświętszej Marii Panny, św. Anny, św. Tekli i św. Antoniego Padewskiego. Inne ołtarze były dedykowane m.in. bl. Janowi z Dukli, Najświętszej Marii Pannie (1736), św. Antoniemu (1736), Trzem Królom (1737), św. Andrzejowi (1737), św. Franciszkowi z Asyzu, św. Piotrowi z Alkantary, Ukrzyżowaniu Chrystusa, św. Annie (1739) i św. Michałowi Archaniołowi (1739). Kilka obrazów ołtarzowych namalował Benedykt Mazurkiewicz.

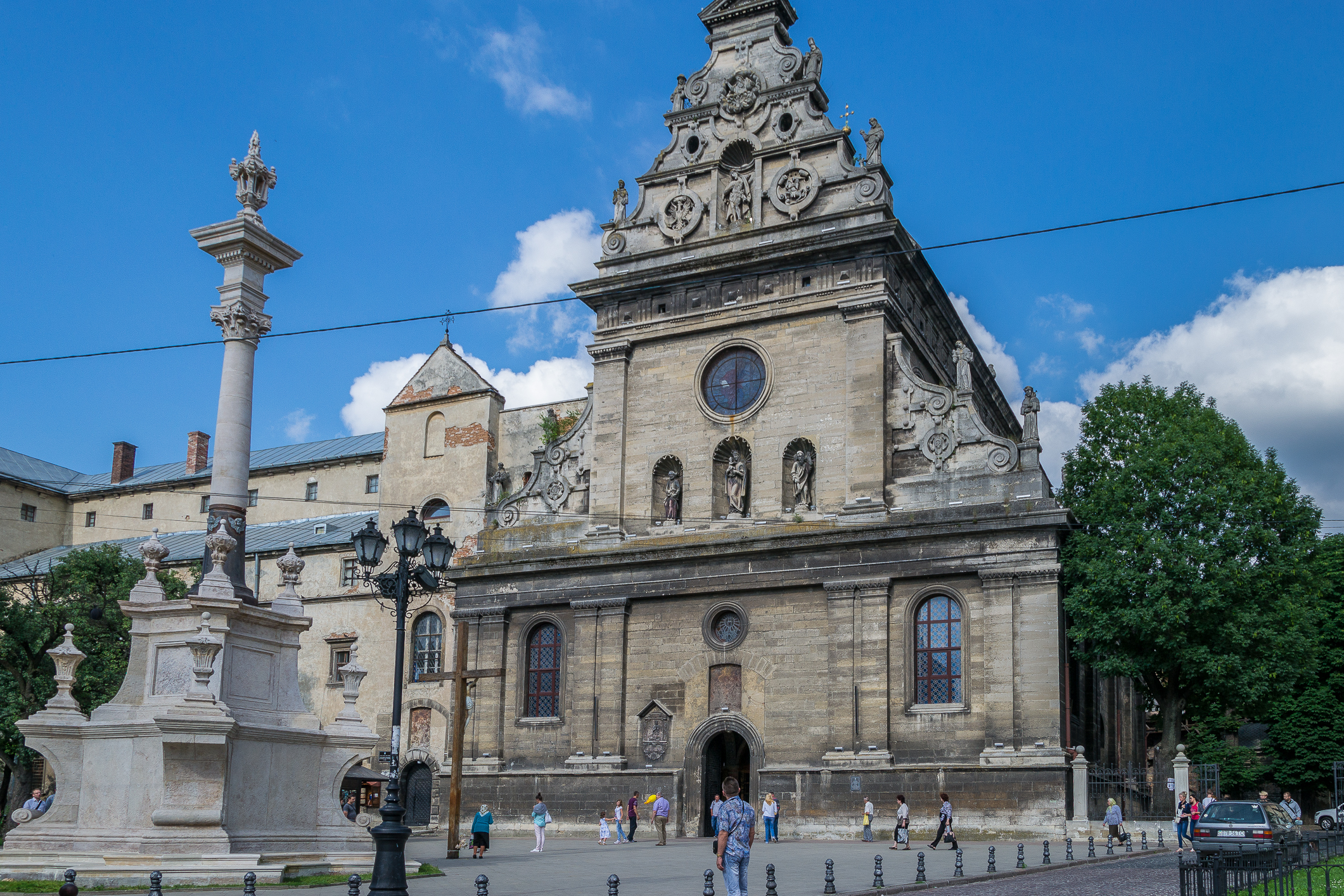
Fasada założenia kościelno-klasztornego od strony pl. Soborowego

Ok. 1780 malarz Łukasz Doliński namalował stacje Męki Pańskiej. Na dziedzińcu klasztornym zbudowano studnię bł. Jana z Dukli.
W chwili I rozbioru Rzeczypospolitej w konwencie żyło 61 braci zakonnych. Choć klasztor bernardynów szczęśliwie uniknął kasaty józefińskiej w 1783, to część gmachów klasztornych zajęto na cele archiwum, które gromadziło akta grodzkie i ziemskie okolicznych ziem byłego województwa ruskiego.
W 1786 kościół bernardynów znalazł się w obrębie nowo utworzonej parafii przy pokarmelitańskim kościele Nawiedzenia Najświętszej Marii Panny, a po trzech latach sam stał się siedzibą tej parafii.
Do 1806 roku zarząd nad kościołem sprawowali księża diecezjalni, a później przejęli go bernardyni.
W 1829 przy konwencie utworzono Studium Generalne dla zakonników.
W 1860 w ołtarzu głównym umieszczono nowy obraz – kopię dzieła Pierantonio Marratrissa „Matka Boska z Foligno” z bł. Janem z Dukli, którą namalowała Zofia Fredrówna, córka Aleksandra Fredry.
W latach 1824, 1882–1883 i w 1906 poddano konserwacji polichromie Benedykta Mazurkiewicza.

### Lata powojenne
Po drugiej wojnie światowej kościół i klasztor zostały zamknięte. Znajdujące się w klasztorze relikwie bł. Jana z Dukli zostały przewiezione do Rzeszowa, a później do kościoła Bernardynów w rodzinnej Dukli. W klasztorze umieszczono szkołę muzyczną oraz biura i Centralne Państwowe Archiwum Historyczne Ukraińskiej SRR (od 1991 r. Ukrainy). W latach 1976–1977 zespół poddano gruntownej restauracji i przekazano pod nadzór Lwowskiej Galerii Obrazów.
Sam kościół po zamknięciu po II wojnie światowej pozostawał niewykorzystany. Stał pusty i popadał w ruinę z powodu czynników atmosferycznych – wiele okien było rozbitych i zaciekał dach.
Przekazany przez władze miejskie wraz z częścią dawnego klasztoru greckokatolickiemu zakonowi Bazylianów został otwarty w listopadzie 1991 jako cerkiew św. Andrzeja Apostoła. Obrządek Bazylianów jest najbliższy rzymskokatolickiemu, wiąże się z tym ich „tolerancja” wobec zachodnich form sztuki sakralnej, w szczególności akceptacja posągów i „zachodniego” stylu wystroju świątyni. Można przypuszczać, że z tym wiąże się także mała ilość zmian we wnętrzu.

## Architektura

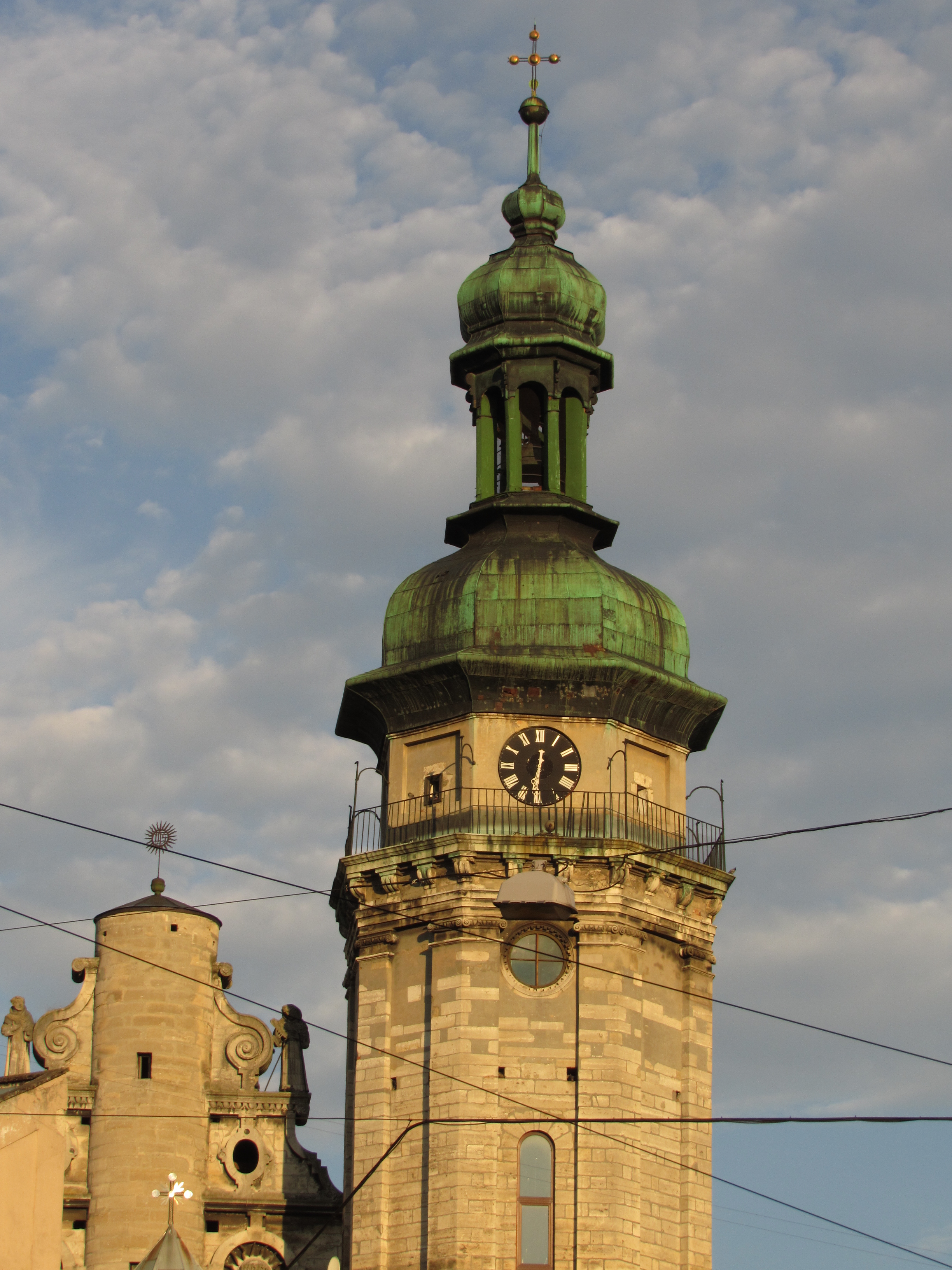
Wieża bernardyńska – charakterystyczny element panoramy Lwowa

Kościół św. Andrzeja to trójnawowa bazylika z wydłużonym prezbiterium, zbudowana z nietynkowanych kamiennych ciosów w stylu manieryzmu. Przy połączeniu prezbiterium z nawą wznosi się wieża o wysokości 38 m. Jest ona zbudowana na planie kwadratu, przechodzącego w górnej części w plan ośmioboku i zwieńczona renesansowym hełmem z latarnią. Charakterystycznym elementem jej wystroju są narożne pilastry. W ostatniej kondygnacji, pod hełmem, umieszczono zegar. Środkową część dwuspadowego dachu nawy głównej wieńczy barokowa sygnaturka.
Fasada kościoła utrzymana jest w stylu manieryzmu niderlandzkiego. Zwraca uwagę bogata dekoracja rzeźbiarska jej kilkukondygnacyjnego, krzywoliniowego szczytu, na którą składają się spływy wolutowe. W środkowym polu, w niszy umieszczona została rzeźba Chrystusa ukazującego swe rany, flankowanego herbami Polski i Litwy, z Bogiem Ojcem i gołębicą Ducha Świętego w zwieńczeniu. Szczyt oraz spływy wolutowe fasady flankowane są figurami świętych bernardyńskich. Podobnie udekorowany jest szczyt nawy od strony prezbiterium.
Nad głównym wejściem, w niszach, umieszczono posągi Matki Bożej z Dzieciątkiem oraz św. Piotra i św. Andrzeja po bokach.
Obok kościoła stoi dwukondygnacyjna, czworoboczna dzwonnica z 1734.
Na dziedzińcu kościelnym znajduje się studnia ze zbudowaną nad nią kapliczką (1761), przykrytą kopułą, którą wieńczy figurka św. Jana z Dukli.
Przed kościołem wzniesiono kolumnę św. Jana z Dukli, ufundowaną w 1736 przez Seweryna Michała Rzewuskiego. Zdobiąca kolumnę figura świętego została usunięta po II wojnie światowej.
Do kościoła przylega z lewej strony kompleks budynków poklasztornych. Od strony wschodniej zachował się odrestaurowany fragment klasztornych murów obronnych ze strzelnicami, drewnianą galerią i bramą wjazdową, zwieńczoną masywną wieżą.

## Wystrój

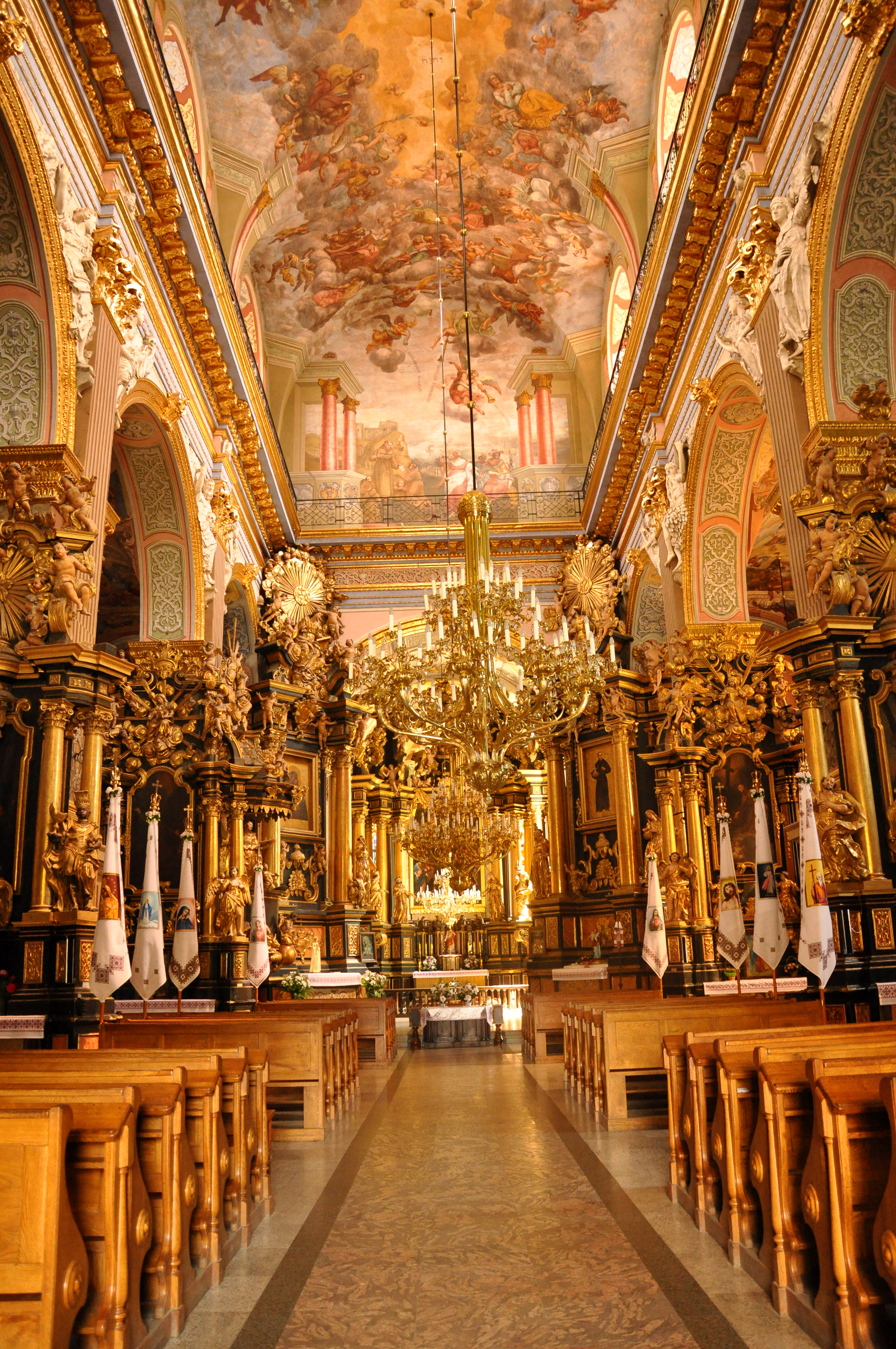
Wnętrze świątyni

Trzynawowe wnętrze świątyni zdobią bogate barokowe dekoracje z I poł. XVIII w. Godne uwagi są freski autorstwa Benedykta Mazurkiewicza pokrywające kolebkowe sklepienie nawy głównej, krzyżowe sklepienia naw bocznych i ściany oraz zespół siedemnastu późnobarokowych ołtarzy wykonanych w latach 40. XVIII w., głównie przez pochodzących z Jarosławia rzeźbiarza Tomasza Huttera i snycerza Konrada Kutschenreitera.
Ołtarz główny został ozdobiony dziesięcioma kolumnami ustawionymi półkoliście. Znajduje się w nim nadal obraz Zofii Fredrówny przedstawiający Matkę Boską i św. Jana z Dukli.
Inne zwracające uwagę elementy wystroju kościoła to bogato dekorowana, pozłacana ambona, marmurowy nagrobek św. Jana z Dukli w zakrystii, oraz bogato rzeźbione manierystyczne stalle autorstwa mistrza Pawła z Bydgoszczy z lat 1640–1644, odrestaurowane i przebudowane na przełomie XIX i XX w., należące do najcenniejszych zabytków rzeźby barokowej w Polsce.
Wyposażenia kościoła dopełniają liczne obrazy, wśród których do najciekawszych należą: „Apoteoza św. Jana z Dukli” z 1677, cykl obrazów przedstawiający cuda czynione przez świętego, z dodanym komentarzem, oraz obraz „Ukrzyżowanie” Franciszka Lekszyckiego. Kilka spośród obrazów umieszczonych w ołtarzach bocznych namalował Benedykt Mazurkiewicz.

## Tablice
25 października 1897 w kościele odsłonięto tablicę upamiętniającą Kornela Ujejskiego.
W kościele ustanowiono epitafium prof. Zygmunta Samolewicza (1842-1898).
28 września 1924 w ścianę wieży kościoła została wmurowana tablica upamiętniająca Romualda Traugutta, wykonana przez Zygmunta Kurczyńskiego.